# Usta
Usta — род чешуекрылых из семейства павлиноглазок и подсемейства Arsenurinae.

## Систематика
В состав рода входят:
- Usta wallengrenii (C. & R. Felder, 1859) — Намибия
- Usta angulata Rothschild, 1895 — Момбаса (Кения)